# Хоф (Зальцбург)
Хоф (нем. Hof (Salzburg)) — коммуна (нем. Gemeinde) в Австрии, в федеральной земле Зальцбург. 
Входит в состав округа Зальцбург.  Население составляет 3430 человек (на 31 декабря 2005 года). Занимает площадь 19,7 км². Официальный код  —  50 319.

## Политическая ситуация
Бургомистр коммуны — Вернер Берктольд (АНП) по результатам выборов 2004 года.
Совет представителей коммуны (нем. Gemeinderat) состоит из 19 мест.
- АНП занимает 13 мест.
- СДПА занимает 5 мест.
- АПС занимает 1 место.